# Medaglia Pierre de Coubertin
La medaglia Pierre de Coubertin (nota anche come "medaglia del vero spirito sportivo") è un riconoscimento attribuito dal CIFP (Comitato Internazionale per il Fair Play), istituito appositamente nel 1997 dal Comitato Olimpico Internazionale, a quegli atleti che dimostrano uno spirito di sportività nei Giochi olimpici.

## Caratteristiche
Questa medaglia è considerata da molti atleti e spettatori come il più grande premio che un atleta possa ricevere, persino più grande di una medaglia d'oro. Il Comitato Olimpico Internazionale la considera la sua più alta onorificenza.

## Storia
È stata attribuita per la prima volta nel 1977. A due atleti - il tedesco Luz Long ed il cecoslovacco Emil Zátopek - il riconoscimento è stato attribuito, postumo, nel 2000.

## Curiosità
Viene anche regolarmente menzionato che il primo vincitore della medaglia Pierre de Coubertin sia stato il bobbista italiano Eugenio Monti nel 1964, sebbene in realtà sia diventato il primo vincitore del Pierre de Coubertin World Trophy. Anche il velista canadese Lawrence Lemieux è citato per aver ricevuto la medaglia, ma non è così: sebbene ambedue si siano resi autori di un nobile gesto durante una gara, l'italiano alle Olimpiadi di Innsbruck del 1964, il canadese alle Olimpiadi di Seul nel 1988, i due nomi non compaiono nell'elenco ufficiale dei premiati.

## Atleti insigniti
| Recipient                                  | Country                      | Accomplishment(s) | Date                                             | Place                            |
| ------------------------------------------ | ---------------------------- | --- | ------------------------------------------------ | -------------------------------- |
| Juan Antonio Samaranch                     | Spain                        | Seventh President of the International Olympic Committee | 6 September 1997                                 | Lausanne, Switzerland            |
| Leon Štukelj                               | Slovenia                     | — | 12 November 1999                                 | Maribor, Slovenia                |
| Raymond Gafner                             | Switzerland                  | — | 1999                                             | —                                |
| Rainier III, Prince of Monaco              | Monaco                       | — | 2000                                             | —                                |
| João Havelange                             | Brazil                       | — | 2000                                             | —                                |
| Gianni Agnelli                             | Italy                        | — | 2000                                             | —                                |
| Alain Danet [fr; pl]                       | France                       | — | 2000                                             | —                                |
| Kurt Furgler                               | Switzerland                  | — | 2000                                             | —                                |
| Henry Kissinger                            | United States                | — | 2000                                             | —                                |
| Yoshiaki Tsutsumi                          | Japan                        | — | 2000                                             | —                                |
| Emil Zátopek                               | Czechoslovakia               | 1952 Summer Olympics | 6 December 2000                                  | Prague, Czech Republic           |
| Kéba Mbaye                                 | Senegal                      | — | 2001                                             | —                                |
| Rudolf Leising                             | Switzerland                  | — | 2001                                             | —                                |
| Wolf Lyberg [sv]                           | Sweden                       | Sports journalist, "for his many contributions to the International Olympic Committee and to the Olympic Family"                                                         | July 2001 (awarded) 22 November 2001 (presented) | Moscow, Russia Stockholm, Sweden |
| Spencer Eccles                             | United States                | 2002 Winter Olympics | February 2002[citation needed]                   | Salt Lake City, United States    |
| Frieder Roskam                             | Germany                      | German architect, "for his groundbreaking work in sports facility construction"                                                                                          | 30 April 2002                                    | Cologne, Germany                 |
| Artur Takac [sh; sr][better source needed] | Switzerland[citation needed] | — | 2002[citation needed]                            | —                                |
| Conrado Durantez [es; gl]                  | Spain                        | — | 2002[better source needed]                       | —                                |
| Hilda Múdra                                | Slovakia                     | — | 2002                                             | —                                |
| Cecilia Tait                               | Peru                         | First Peruvian recipient, "in recognition of her contribution to the promotion of women in sport"                                                                        | 21 March 2003                                    | Lausanne, Switzerland            |
| Walburga Grimm [de]                        | Germany                      | — | 2003[citation needed]                            | —                                |
| Marino Ercolani Casadei                    | San Marino                   | — | 2003                                             | —                                |
| Julio Ernesto Cassanello                   | Argentina                    | President of the Argentine Olympic Committee 2005–09[better source needed]                                                                                               | 2003[citation needed]                            | —                                |
| Vanderlei de Lima                          | Brazil                       | In recognition of his exceptional demonstration of fair play and Olympic values during the 2004 Summer Olympics                                                          | 29 August 2004                                   | Athens, Greece                   |
| Elena Belova                               | Belarus                      | Presented at the 2007 XI International Scientific Congress | 17 May 2007                                      | Minsk, Belarus                   |
| Shaul Ladany                               | Israel                       | For "unusual outstanding sports achievements during a span covering over four decades"                                                                                   | 17 May 2007                                      | Minsk, Belarus                   |
| Manfred Bergman[citation needed]           | Israel                       | For services rendered to the International Olympic Committee and the Olympic cause                                                                                       | December 2008                                    | Lausanne, Switzerland            |
| Ronald Harvey                              | Australia                    | Former CEO of the Australian Sports Commission and Director of the Australian Institute of Sport, first Australian recipient                                             | 2 April 2009                                     | Australia                        |
| Emanuel Bosák                              | Czech Republic               | — | May 2009                                         | Jičín, Czech Republic            |
| Xia Geng [zh]                              | China                        | Mayor of Qingdao [zh] 2003–2012, "to thank Qingdao City for its efforts in the Olympic Movement"                                                                         | 22 July 2009                                     | Qingdao, China                   |
| Boyan Radev                                | Bulgaria                     | — | 15 September 2009                                | —                                |
| Eric Monnin                                | France                       | Olympic education specialist, first French recipient | August 2012 (awarded) 6 August 2013 (presented)  | —                                |
| Bob Nadin                                  | Canada                       | Veteran ice hockey referee and referee supervisor, medal presented at the 2013 IIHF World Championship                                                                   | May 2013                                         | Stockholm, Sweden                |
| Richard Garneau                            | Canada                       | French Canadian sports broadcaster, "for his lifetime dedication to Olympism"                                                                                            | 6 February 2014                                  | Sochi, Russia                    |
| Hermann Andrecs                            | Austria                      | Co-founder and former president of the Austrian Olympic Academy, "for services to the Olympic Movement"                                                                  | 10 September 2014                                | Vienna, Austria                  |
| Michael Hwang                              | Singapore                    | "Exceptional services to the Olympic Movement" | 13 October 2014                                  | Singapore                        |
| Geraint John                               | United Kingdom               | First British recipient for "many years of outstanding service to the Olympic Movement while bringing a wealth of experience and expertise to Olympic design"            | 28 November 2014                                 | London, England                  |
| Petros Synadinos                           | Greece                       | Member of the Hellenic Olympic Committee and President of the Hellenic Archery Federation, "for his multi-year and multifaceted contribution to the Olympics and sports" | 2016                                             | Athens, Greece                   |
| Eduard von Falz-Fein                       | Liechtenstein                | "Long service to the Olympic Movement" | 17 February 2017                                 | Vaduz, Liechtenstein             |
| Lü Junjie                                  | China                        | First Zisha artist to be awarded, for "his work using Zisha to spread the Olympic spirit"                                                                                | 15 January 2018                                  | Lausanne, Switzerland            |
| Han Meilin                                 | China                        | Designer of the Fuwa, mascots of the 2008 Summer Olympics | 24 April 2018                                    | Lausanne, Switzerland            |
| Diego Pulido Aragón                        | Guatemala                    | Guatemalan banker and funder "for believing that through sports, culture and education, we can build a better future for our country"                                    | 28 August 2018                                   | Guatemala City, Guatemala        |
| Aldons Vrubļevskis                         | Latvia                       | Former President of the Latvian NOC | 28 November 2020                                 | Sigulda, Latvia                  |
| André Leclercq [fr]                        | France                       | At the 70th anniversary of the French Pierre de Coubertin Committee [fr]                                                                                                 | 5 November 2021                                  | Lausanne, Switzerland            |
| Cui Jingzhe                                | China                        | Chinese artist, for "[his] efforts in spreading the Olympic spirit through art"                                                                                          | 11 January 2022                                  | Beijing, China                   |
| George Hirthler                            | United States                | Author of The Idealist about Pierre de Coubertin | 23 June 2022                                     | Lausanne, Switzerland            |
| Rolf Lukaschewski [de]                     | Germany                      | German-born contemporary artist for "[his] inspiring positive expression of channelling the vision of Coubertin through [his] extraordinary art"                         | 23 June 2022                                     | Lausanne, Switzerland            |
| Kim Min-jae                                | South Korea                  | Korean sports photographer, first Korean recipient | May 2018 (awarded) 19 October 2022 (presented)   | Seoul, South Korea               |
| Michael Robert Payne                       | United Kingdom               | Author of the 2021 IOC book Toon In! | 1 December 2022                                  | Lausanne, Switzerland            |
| Elguja Berishvili                          | Georgia                      | First Vice President of the Georgian National Olympic Committee, "for his contribution to the Olympic movement". First Georgian recipient.                               | April 2023 (awarded) August 2024 (presented)     | Paris, France                    |
| Jean Durry [fr; it]                        | France                       | Author of Coubertin autographe – Tome I (1889–1915) about Pierre de Coubertin                                                                                            | 23 June 2023                                     | Lausanne, Switzerland            |
| Ed Hula                                    | United States                | Editor and Founder of Around the Rings | 23 June 2023                                     | Lausanne, Switzerland            |
| David Miller                               | United Kingdom               | Journalist and Olympic historian, author of Igniting the Games: The Evolution of the Olympics and Thomas Bach's Legacy (2022)                                            | November 2023                                    | London, England                  |
| Telmo Guerra                               | Portugal                     | Portuguese artist, first Portuguese recipient | 21 June 2024                                     | Lausanne, Switzerland            |

## Citazioni
(Jesse Owens riguardo ai consigli datigli da Luz Long, a Berlino 1936. Long ha ricevuto postuma la medaglia Pierre de Coubertin per la sua sportività.)
(Vanderlei Cordeiro de Lima, il 1º settembre 2004, dopo che il giocatore di beach volley brasiliano Emanuel Rego, che vinse la medaglia d'oro ai Giochi del 2004, gli diede la propria medaglia in un programma televisivo. Profondamente toccato, Vanderlei gliela restituì.)
(L'australiano Justin Harley McDonald, bobbista, che vinse il Trofeo Fair Play Pierre de Coubertin 1994 per il suo atto di fair play.)